# André Michaux
André Michaux, també escrit Andrew Michaud, (8 de març de 1746 - 13 de novembre de 1802) va ser un botànic i explorador francès. Principalment va estudiar la flora de l'Amèrica del Nord. A més va recollir espècimens a Anglaterra, Espanya, França i Pèrsia. Les contribucions de Michaux inclouen Histoire des Chênes de l'Amérique (1801; "The Oaks of North America") i Flora Boreali-Americana (1803; "The Flora of North America"). El seu fill, François André Michaux, també va ser un botànic.

## Llegat
- El lliri Carolina lily (Lilium michauxii), Michaux's Saxifrage (Saxifraga michauxii), i d'altres plantes porten el seu cognom.
- Michaux State Forest a Pennsilvània (EUA).
- André-Michaux Ecological Reserve al Quebec, Canadà.